# Strephonota tyriam
Espèce
Strephonota tyriam est un papillon de la famille des Lycaenidae, de la sous-famille des Theclinae et du genre Strephonota.

## Dénomination
Strephonota tyriam a été décrit par Herbert Druce en 1907 sous le nom de Thecla tyriam.
Synonymes : Zigirina minutia Johnson & Adams, 1997; Zigirina palanbala Faynel, 2003.

## Description
Strephonota tyriam est un petit papillon aux antennes et aux pattes annelées de noir et de blanc, avec une longue et fine queue et une très courte à chaque aile postérieure.
Le dessus est de couleur noire et bleu dans la partie basale des ailes antérieures jusqu'au 2/3 du bord interne alors que les ailes postérieures ont un triangle bleu de la base au bord externe.
Le revers est gris beige orné aux ailes postérieures d'une étroite bande postdiscale blanche, avec deux ocelles rouge, un entre les deux queues et un en position anale.

## Écologie et distribution
Strephonota tyriam présent en Colombie, en Bolivie, au Pérou, au Brésil, au Surinam, en Guyana et en Guyane,.

### Protection
Pas de statut de protection particulier.